# Любимка
Любимка — река в России, протекает в Демянском районе Новгородской области.

## География и гидрология
Исток реки находится в 4,3 км к западу от посёлка Кневицы. Река течёт на юг, постепенно поворачивает на юго-восток, затем на восток. Устье реки находится в 24 км по правому берегу реки Полометь напротив деревни Починок Ямникского сельского поселения. Длина реки составляет 19 км.
Примерно в 2,4 км от устья в Любимку слева впадает приток Сенной.
На реке стоит деревня Замошка Кневицкого сельского поселения.
Система водного объекта: Полометь → Пола → Ильмень → Волхов → Ладожское озеро → Нева → Балтийское море.

## Данные водного реестра
По данным государственного водного реестра России относится к Балтийскому бассейновому округу, водохозяйственный участок реки — Ловать и Пола, речной подбассейн реки — Волхов. Относится к речному бассейну реки Нева (включая бассейны рек Онежского и Ладожского озера).
Код объекта в государственном водном реестре — 01040200312102000022509.